# Strada statale 327 di Foiano
La ex strada statale 327 di Foiano (SS 327), ora strada provinciale 327 di Foiano (SP 540), è una strada provinciale italiana di collegamento interprovinciale.

## Percorso
La strada ha origine nella località di Pieve al Toppo, nel comune di Civitella in Val di Chiana, distaccandosi dalla strada statale 73 Senese Aretina. Dopo poche centinaia di metri si ha l'incrocio con la strada statale 680 San Zeno-Monte San Savino, superato il quale la strada procede in direzione sud raggiungendo Foiano della Chiana.
Deviando verso sud-ovest, il tracciato incrocia l'importante crocevia di Bettolle, da dove è possibile accedere alla strada statale 715 Siena-Bettolle in direzione di Siena, al RA6 Bettolle-Perugia che permette di raggiungere il capoluogo umbro e all'A1 Milano-Napoli mediante il casello di Valdichiana.
L'arteria, ormai entrata nella provincia di Siena, raggiunge quindi Torrita di Siena dove si innesta sulla ex strada statale 326 di Rapolano.
In seguito al decreto legislativo n. 112 del 1998, dal 2001 la gestione è passata dall'ANAS alla Regione Toscana che ha provveduto al trasferimento dell'infrastruttura al demanio della Provincia di Arezzo e della Provincia di Siena per le tratte territorialmente competenti.